# Galbula chalcothorax
El jacamará violáceo (Galbula chalcothorax) es una especie de ave piciforme de la familia Galbulidae que vive en Sudamérica.

## Descripción
El jacamará violáceo mide una media de 23,5 cm de largo, de los cuales 5,1 cm corresponden al largo pico, que es recto, puntiagudo y negro. Su cuerpo es de color oscuro de tonalidades azules, violetas o bronceadas dependiendo de cómo le incida la luz. Su cabeza es de color azul oscuro y su garganta es blanca en el caso de los machos y crema pálido en las hembras. Su cola es larga y estrecha.

## Distribución y hábitat
Se encuentra en el norte de la cuenca del Amazonas. Está presente en Bolivia, Brasil, Colombia, Ecuador y Perú.
Sus hábitats naturales son las riberas y el bosque de transición con las selvas húmedas tropicales.